# Зарудний Митрофан Іванович
Митрофан Іванович Зарудний (нар. 17 березня 1834 — пом. 1883) — російський юрист, письменник, брат Сергія Івановича Зарудного.

## Походження
Митрофан Іванович Зарудний народився в родині поручника артилерії у відставці Івана Андрійовича (пр. 1790–1810 — ?) і Варвари Михайлівни.
Ця гілка українського козацького старшинського шляхетського роду Зарудних згадується з XVII століття і походить від Григорія Федоровича полкового осавула Миргородського козацького полку у 1688 –1690 роках, та полкового судді того ж полку у 1690–1715 роках.
Мати Митрофана Івановича була донькою полковника Михайла Матвійовича Куликовського і походила зі слобідського козацького старшинського роду молдовського походження Куликовських. Перший у роду на Слобідській Україні був Прокопій Куликовський, дворянин з оточування Молдовського князя Дмитра Кантеміра.

## Життєпис
Народився 17 березня 1834 р. в слободі Заводи Ізюмського повіту в дворянській родині українського походження Зарудних.
Закінчив училище правознавства, служив у Сенаті і міністерстві юстиції, після селянської реформи був представником від уряду в світових з'їздах Катеринославської губернії, пізніше чиновником для особливих доручень при міністрі внутрішніх справ. Брав участь, як член-експерт, у роботі комісії, яка складала судові статути, працюючи переважно у відділенні судоустрою. Наприкінці 1860-х років був членом Одеської судової палати.
Його дружиною стала Софія Кавос (1841—1865), донька знаменитого російського архітектора, італійця за походженням, Альберта Кавоса.
У 1872 році брав участь у роботах заснованої під головуванням сенатора M. H. Любощинського комісії з перетворення волосних судів. Спостереження, зроблені ним у цей час, він виклав у книзі «Закон і життя». Написав також «Листи з Англії» (в «Руському віснику» на початку 1860-х років) і «Громадський побут Англії» (1865); був співробітником «Санкт-Петербурзьких відомостей» під редакцією В. Ф. Корша.